# Rode Molen
De Rode Molen is een wipmolen ten westen van Oud Ade, in de gemeente Kaag en Braassem, in de Nederlandse provincie Zuid-Holland. De molen is in 1632 gebouwd ten behoeve van de bemaling van de Westlagelandspolder, een naam die naderhand via Roomolenpolder tot Rode Polder is geworden. De kleur van het bovenhuis van de molen moet indertijd al rood geweest zijn.
Opvallend aan de Rode Molen is het dak van het bovenhuis: vrijwel alle wipmolens in Nederland hebben een houten dak, al dan niet met bitumen bekleed. De Rode Molen heeft echter een rietgedekt wolfsdak.
In 1957 werd de bemaling overgenomen door een vijzelgemaal. In de periode van 1968 tot 1974 is de inmiddels vervallen molen gerestaureerd. De Rode Molen, tegenwoordig eigendom van de Rijnlandse Molenstichting, is aangewezen als reservegemaal en bemaalt met zijn vijzel op vrijwillige basis de Rode Polder. De opvoerhoogte bedraagt ca. 1,60 m.